# Galia Sabar
Galia Sabar, née en 1963 en Israël est une chercheuse et professeure d'études africaines à l'université de Tel Aviv.
Ses recherches portent principalement sur les juifs éthiopiens, tant en Éthiopie qu'en Israël, sur les migrations mondiales avec un accent particulier sur les migrants et les réfugiés africains, les facteurs socio-politiques affectant l'éducation à la prévention du VIH/SIDA en Afrique de l'Est et la relation entre la religion et la politique en Afrique.
Galia Sabar publie plusieurs livres et de nombreux d'articles dans des journaux spécialisés.
En plus de son activité académique, Galia Sabar est engagée dans plusieurs organisations d'aide aux migrants économiques africains et aux demandeurs d'asile.

## Formation universitaire
Galia Sabar obtient une licence en histoire africaine et du Moyen-Orient à l'université de Tel Aviv en 1985. En 1987, elle passe son master en études africaines avec les honneurs à l'université hébraïque de Jérusalem. Son mémoire, dirigé par le professeur Mordechai Abir porte sur la consolidation de l'identité nationale éthiopienne après la révolution.
En 1999, elle est professeure des Études africaines à l'université de Tel Aviv, et présidente d'histoire africaine et du Moyen-Orient de l'université de Tel Aviv. Elle est également la coordinatrice des études africaines au S. Daniel Abraham Center for International and Regional Studies. De 2002 à 2010, elle préside le département d'études africaines.
En mai 2009, Galia Sabar reçoit le prix Unsung Heroes of Compassion, de l'organisation International Wisdom in Action de la main du Dalaï-lama. Le prix, décerné à intervalles irréguliers n'a été attribué qu'à environ 150 personnes à travers le monde depuis son existence. C'est son travail et son activisme sur les juifs éthiopiens et les migrants de travail africains en Israël qui lui valent ce prix. Galia Sabar et Ibtisam Mahamid sont les premiers israéliens à avoir reçu ce prix. Galia Sabar reçoit le prix lors du cérémonie en mai 2009 à San Francisco en même temps que 49 autres activistes venant du monde entier,.
Elle est présidente du Centre académique Ruppin de 2016 à 2021.

## Implication sociale
Galia Sabar est membre volontaire de quatre organisations : le projet SIDA Jérusalem, le centre d'action religieuse israélienne, la ligne d'écoute pour les migrants de travail et NALA une ONG qui a pour objet de la mise en œuvre de programmes pour le contrôle des maladies infectieuses en Afrique. En 2014, Galia Sabar co-organise plusieurs séminaires et ateliers promouvant la santé et les droits de l'homme des réfugiés africains et demandeurs d'asile en collaboration avec la Docteure Shiri Tenenbaum. 

## Recherches

### Chrétienté en Afrique
Entre 1987 et 1997, Galia Sabar consacre ses recherches aux relations entre l'Église, l'État et la société au Kenya. Elle passe quatre ans à Nairobi au Kenya. Ses recherches sont basées sur plusieurs milliers de documents religieux locaux et des documents officiels britanniques et kényans. Elle se déplace également à travers le pays pour y faire des interviews avec des membres de l'Église ou observer les rites ecclésiastiques. En 2002, sa thèse est publiée en anglais.

### Migrants de travail africains
Galia Sabar étudie le sort des travailleurs africains sans papiers expulsés massivement d'Israël. Elle publie, en 2008, We're Not Here to Stay : African Migrant Workers in Israël and Back in Africa. Le livre analyse les structures sociales, religieuses et politiques des migrants de travail en Israël et leurs histoires lorsqu'ils sont de retour dans leur pays d'origine. En 2015, elle se rend au Rwanda et en Ouganda pour rencontrer les migrants envoyé là par Israël dans le cadre de son programme d''expulsion vers des pays tiers. Elle y découvre comment ils sont traités en violation du droit international, vivent dans des conditions exécrables et sont extorqués du pécule de départ accordé par Israël.
Elle estime que tout en veillant à sa sécurité, Israël doit respecter un devoir moral et être accueillante envers les défavorisés. « La tradition juive dans son essence a des mécanismes pour vivre avec les désaccords. Pourquoi ne peut-il y avoir une manière plurielle de célébrer le fait d'être juif, ou musulmans ou chrétiens de la même façon ? C'est quelque chose que nous devons crier à haute voix ! C'est un don que nous avons. Et nous devons le pratiquer ici d'abord en nous-mêmes - et ensuite nous pourrons exporter cette idée. »

## Vie privée
Ensemble, avec son partenaire Ofer Shechter, ils ont 5 enfants.

## Distinctions
- 2009 : Prix Unsung Heroes of Compassion[10]
- 2015 : Prix spécial du maire de Tel Aviv pour ses efforts dans le développement international[17]
- 2017 : Inspiring (women) researcher award de l'Université de Tel Aviv[16]

## Publications (sélection)
- (en) avec I. Schenker et I. Francisco (éds.), AIDS Education Prevention in Multi-Cultural Societies, New York, Plenum Press, 1996
- (en) avec M. Tamarkin, Modern Kenyan History; From a White Man’s Colony to an Independent Country, Tel Aviv, Open University Press, 1997.
- (en) Church and State in Kenya, 1986-1992: The Churches’ Involvement in the ‘Game of Change," African Affairs, 96 : 25–52, 1997
- (en) Church, State and Society in Kenya – From Mediation to Opposition, 1963-1993, London, Frank Cass, 2002 Lire en ligne
- (en) African Christianity in the Jewish State: Adaptation, Accommodation and Legitimization of Migrant Workers’ Churches 1990-2003, Journal of Religion in Africa, 34, vol.4 : 407 – 437, 2005
- Une migration inachevée ? Réflexions sur la communauté africaine de travailleurs migrants en Israël, à la veille de sa disparition. Les Cahiers des Anneaux de la Mémoire, 9 : 43-67, 2006
- (en) avec S. Kanari, I’m Singing my way up’ – The significance of Music amongst African Christian migrants in Israel, Studies in World Christianity: the Edinburgh Review of Theology and Religion, 12, Vol.2 : 101-125, 2006
- (en) The Rise and Fall of African Migrant Churches: Transformation in African Religious Discourses and Practices in Tel Aviv, in S. S. Willen éd. Transnational Migration to Israel in Global Comparative Context, London: Lexinon Books, 189-202, 2007
- (en) We're Not Here to Stay: African migrant Workers in Israel and Back in Africa， Tel Aviv: Tel Aviv University Press, 2008
- (en) Africa-Israel-Africa; Return Migration Experience of African Labour Migrants, Migration Letters, 10, vol.1 : 57-70, 2013